# Kotogekon indochiński
Kotogekon indochiński, gekon koci, eublefar koci (Aeluroscalabotes felinus) – gatunek jaszczurki z rodziny eublefarów (Eublepharidae); jedyny przedstawiciel rodzaju Aeluroscalabotes. 

## Opis
Są zwykle czerwone lub brązowe z mało widocznymi białymi plamkami rozrzuconymi po całym ciele. Mają też biały podbródek, a czasem brzuch. Są uważane za najbardziej prymitywne gekony. Osiągają rozmiary do 18 cm długości, samce są zwykle mniejsze niż samice. W przeciwieństwie do innych gekonów nie mają poduszek na łapkach tylko małe pazurki.

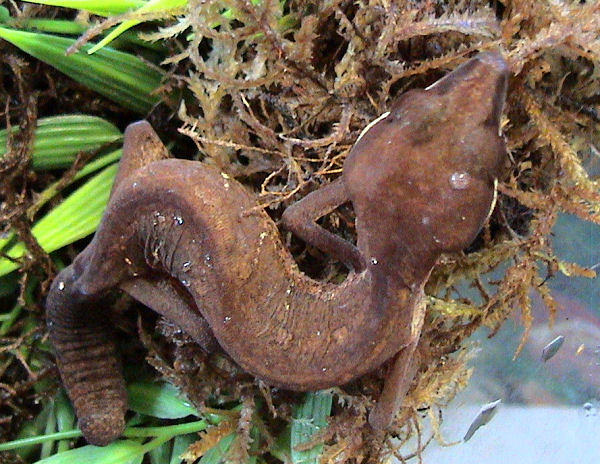

## Zasięg występowania
Gatunek ten występuje na Półwyspie Malajskim (skrajnie południowa Tajlandia, Malezja), w Singapurze oraz na Borneo (zarówno w części wyspy należącej do Malezji, jak i Indonezji; nie wiadomo, czy występuje w Brunei).

## Taksonomia
A. felinus dzieli się na dwa podgatunki:
- Aeluroscalabotes felinus felinus (Günther, 1864)
- Aeluroscalabotes felinus multituberculatus Kopstein, 1927

## W niewoli
A. felinus jest spotykany w hodowlach terrarystycznych, choć nie jest powszechny.

## Status zagrożenia i ochrona
W Czerwonej księdze gatunków zagrożonych IUCN kotogekon indochiński jest klasyfikowany jako gatunek najmniejszej troski (LC, ang. Least Concern).
Liczebność populacji nie jest znana, wiadomo tylko, że jest to gatunek rzadki. Występuje na licznych obszarach chronionych.
W Tajlandii odłów i wywóz są zabronione.